# 133-то средно училище „А. С. Пушкин“
133-то средно училище „Александър Сергеевич Пушкин“ е средно училище в град София.

## История
Училището е основано на 11 май 1963 г. Първият директор е Хаим Израел. През 1968 г. училището е наименувано „Александър Сергеевич Пушкин“.
133-то СУ „А. С. Пушкин“ е известно и като „руската гимназия“ или „руското училище“, което се дължи на добрата подготовка по руски език, която получават възпитаниците му. Училището често има представители на националните олимпиади по руски език и на Международната олимпиада по руски език.
Училището приема 2 паралелки с първи чужд език руски, 1 паралелка с първи чужд език английски и 1 паралелка с първи чужд език френски.
От 1997 г. учениците, завършващи 133. СУ училище, вземат дипломи, които са валидни за приемане във френски ВУЗ-ове.

## Директори
- Хаим Израел (1963 – 1965)
- Радка Македонова (1965 – 1973)
- Розка Караджова (1973 – 1976)
- Стоянка Ангелова
- Надка Доксанлиева
- Любов Мишева
- Даниела Борисова (2002 – )[1]

## Изявени учители
- Веселин Янчев, историк

## Изявени възпитаници
- Натали Трифонова, тв водеща и модел
- Калоян Методиев, политически активист
- Милен Велчев, политик
- Деян Славчев (Део), телевизионен водещ
- Николай Камов, политически активист
- Канна Рачева, репортер
- Камен Алипиев, спортен журналист
- Иво Иванов, спортен журналист
- Петър Василев, спортен журналист
- Белослава, певица
- Андрей Баташов, актьор
- Явор Русинов, музикант
- Китодар Тодоров, актьор
- Пламен Дилков, предприемач
- Константин Трендафилов, музикант